# Chickenlover
«Chickenlover», («El Gallinófilo» en Hispanoamérica, «El Amante de Pollos» en España, también conocido como «El novio de las gallinas»), es el 16 episodio de South Park correspondiente al tercer capítulo de la segunda temporada. Fue estrenado el 20 de mayo de 1998.

## Argumento
South Park se ve conmocionada por las violaciones que están sufriendo las gallinas y pollos del pueblo. El delincuente deja una nota, pero cuando el oficial Barbrady no puede leerla decide revelar que es analfabeto y renuncia a su cargo. De repente, la ciudad se transforma en un caos.
Para remediarlo, Barbrady es enviado a la escuela de primaria para aprender a leer y contará para ello con la ayuda de Stan, Kyle y Kenny. Mientras tanto, el oficial le otorga su puesto a Eric Cartman que pasará a patrullar la ciudad con su triciclo, actuando de forma violenta y autoritaria ejerciendo su "autoridad". El "follagallinas" continúa atacando a las gallinas y deja pistas con títulos de libros, que obligan a que Barbrady tenga que leer cuentos infantiles para saber cual será el siguiente lugar del pueblo donde atacará. Tras tomar todos los libros prestados del bibliobus del pueblo, Barbrady consigue aprender a leer.
Finalmente, logran atrapar al "novio de las gallinas" en el zoológico, y tras quitarle una careta de Richard Nixon descubren que es el chófer del bibliobús. Éste confiesa que, al enterarse de que Barbrady era analfabeto, ideó un plan para comenzar a tirarse a las gallinas. Como premio por su esfuerzo, le regala un ejemplar de La rebelión de Atlas. Tras leerlo, el oficial Barbrady da las gracias a su pueblo y afirma que el libro de Ayn Rand "es una gran basura" jurando no volver a leer jamás.

## Muerte de Kenny
Kenny sufre varios intentos de asesinato: un coche le aplasta, se golpea contra un muro por la inercia del columpio, y recibe un disparo. Sin embargo, en los tres casos sobrevive. Su muerte se produce en los créditos, cuando le cae un abeto encima.

## Curiosidades
- Los primeros minutos con Barbrady y el hilo argumental de Cartman como nuevo oficial son una parodia de la serie Cops.
- En la pizarra de la escuela el Sr. Garrison escribe "Oprah Winfrey tiene un buen par de melones".
- Kenny vive en el barrio pobre de Los Mexicanos.
- El lema de la policía de South Park es Serve and Neglect, "Proteger y desatender".
- El alfabeto que está en la firma de la pizarra pone DiOsMiOhAnMaTaDoHaKeNnYbAsTaRdOsFqUtWgPfVzGuXcEbOzRqJ (Dios mio, han matado a Kenny. Bastardos), haciendo referencia a la coletilla de Stan y Kyle cada vez que Kenny muere
- La sintonía final es una versión del tema de la serie Magnum.
- Cuando Barbrady ve la señal de Stop/Pare, la interpreta en hangul. La palabra que aparece en realidad es "Ee Chung Mung", que significa estúpido.